# Olympus OM-D E-M1 Mark II
Das Kameramodell Olympus OM-D E-M1 Mark II ist ein digitales, spiegelloses Systemkameragehäuse des herstellerübergreifenden Micro-Four-Thirds-Systems. Es ist das Nachfolgemodell vom Olympus OM-D E-M1, wurde im Herbst 2016 vorgestellt und Ende 2016 eingeführt. Das Kameragehäuse kann bis zu 18 Rohdaten-Serienaufnahmen mit automatischer Nachführung der Entfernungseinstellung bewerkstelligen.

## Technische Merkmale

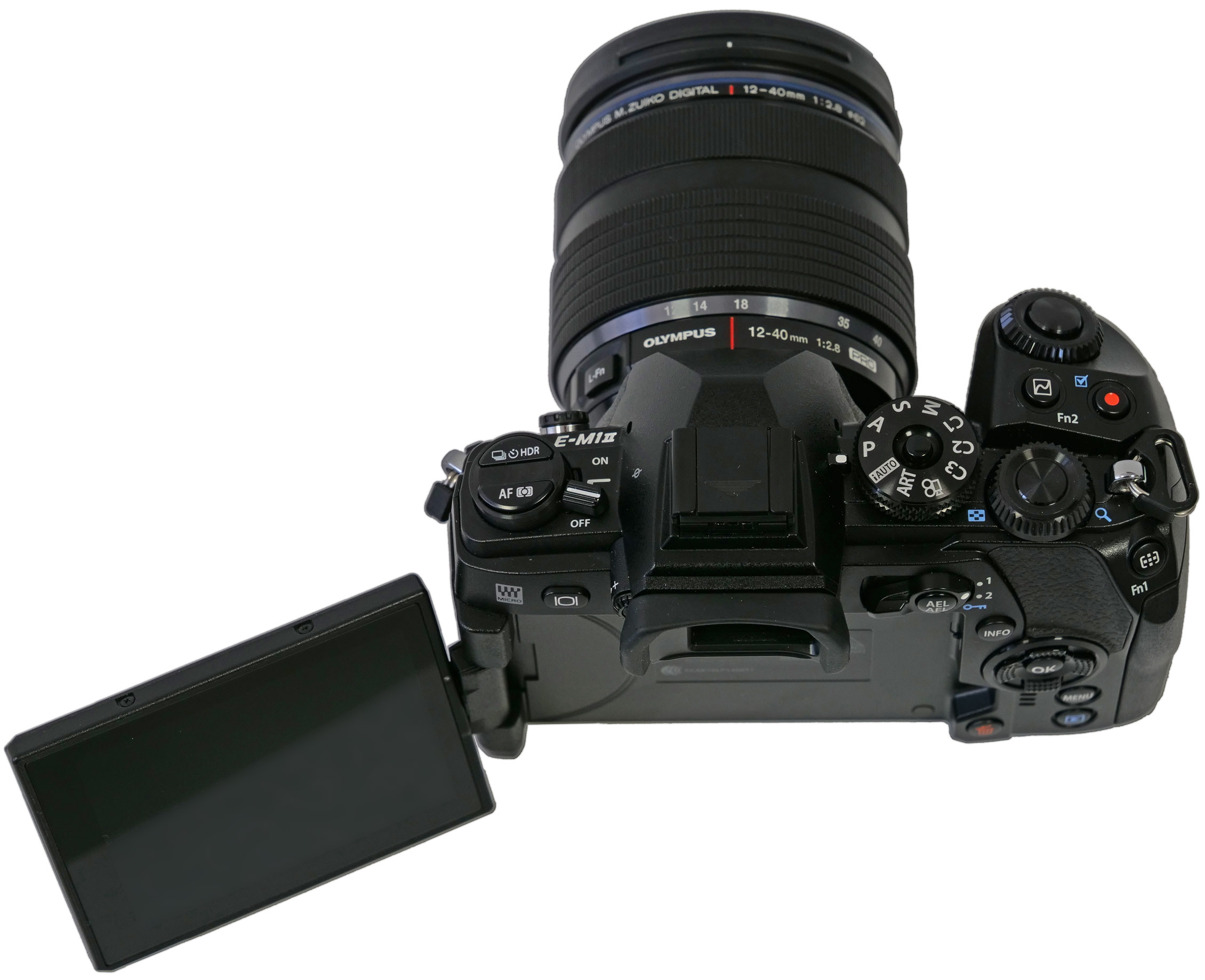
Olympus OM-D E-M1 Mark II von hinten mit aufgeklapptem Bildschirm und dem hochwertigen Standardzoom-Objektiv 12–40 mm f/2,8

Das Kameragehäuse von Olympus aus einer Magnesiumlegierung ist mit einem schwenk- und klappbaren, berührungsempfindlichen Monitor, einem elektronischen Sucher mit Dioptrienausgleich, einem Blitzschuh ausgestattet.
Neben den Objektiven mit Micro-Four-Thirds-Bajonettverschluss können wegen des geringen Auflagemaßes von 20 Millimetern über Objektivadapter fast alle Objektive mit hinreichend großem Bildkreis angeschlossen werden.
Das Kameragehäuse Olympus OM-D E-M1 Mark II arbeitet sowohl bei Stehbild- als auch bei Bewegtbildaufnahmen ausschließlich im Live-View-Modus mit manueller Entfernungseinstellung mit Softwarelupe oder mit einem Autofokussystem mit Kontrastmessung, das auch Gesichter erkennen und Motive verfolgen kann. Mit Hilfe des elektronischen Verschlusses können auch Stehbilder praktisch geräuschlos und mit sehr kurzer Belichtungszeit (1/32.000 Sekunde) aufgenommen werden.
Über eine WLAN-Verbindung kann die Kamera von Smartphones, Tablet-PCs oder mobilen und stationären Computern gesteuert und ausgelesen werden.

## Eigenschaften
Gegenüber dem Vorgängermodell Olympus OM-D E-M1 weist das Mark-II-Modell unter anderem folgende Veränderungen auf:
- Höhere Serienbildgeschwindigkeit
- Videoaufzeichnung im 4K-Modus (8 Megapixel) unter Ausnutzung der gesamten Sensorbreite
- 20 Megapixel statt 16 Megapixel maximale Bildauflösung
- Verbesserter elektronischer Verschluss (geringerer Rolling Shutter, höhere Farbtiefe)
- Verbesserter mechanischer Verschluss (deutlich reduzierter Shutter Shock)
- Effektiverer Bildstabilisator am Bildsensor
- Akku mit höherer Kapazität